# 柔顺爵士
柔顺爵士（英語：Smooth jazz）是一种面向商业市场的跨界爵士乐。虽然它常被人们称作一种“音乐流派”，但在爵士乐界中这一说法存在争议。作为一种电台节目，柔顺爵士在1970年代中期至1990年代初逐渐取代了电台节目中的轻音乐。

## 发展历史
柔顺爵士通常被认为是一种商业化的融合爵士乐，其在20世纪80年代开始流行，并逐渐取代了其起源——更具冒险精神的融合爵士乐。与强调即兴创作和复杂结构的爵士融合不同，柔顺爵士少了即兴创作，而更加强调旋律性形式。其大部分音乐最初被描述为“爵士乐与轻松流行音乐和轻快节奏蓝调的结合”。
20世纪70年代中期，这一风格最初在美国被称为“柔顺广播”，直到80年代，人们才开始使用“柔顺爵士”这一术语来称呼这一类型音乐。
这一类型音乐的名称似乎源自于电台的营销活动。20世纪70年代末的一次行业焦点小组讨论中，有参与者首次提出了“柔顺爵士”这一说法，随后这一名称便被广泛接受并沿用至今。
柔顺爵士作为一种在1980年代和1990年代流行电台节目，在2000年代初开始逐步衰退。到了2009年，包括纽约市、华盛顿特区和波士顿在内许多地区的电台已停止播放这类型的音乐。
“柔顺爵士”在20世纪末占据了爵士乐市场的主导地位，它使一些本可能创作出更具艺术性的音乐的音乐家，因追逐高额报酬而偏离了艺术道路。然而，在21世纪头十年里，那些播放以薩氏管和合成器为主的轻柔放克音乐的电台逐渐式微。

## 著名艺术家和作品
20世纪70年代初，爵士乐呈现出开创性的发展，其中著名的歌曲和艺术家包括：小号手休·马塞克拉的《Grazing in the Grass》（1968年）、键盘手鲍勃·詹姆斯的《Nautilus》（1974年）以及萨克斯手小格罗弗·华盛顿的《Mister Magic》（1975年）。
其他早期流行作品包括吉他手喬治·班森于1976年翻唱的《Breezin'》以及柔音號手查克·曼焦内1977年的作品《Feels So Good》。此外，还有鲍比·考德威尔1978年的作品《What You Won't Do for Love》，爵士融合乐团Spyro Gyra于1979年创作的器乐曲《Morning Dance》，以及小格罗弗·华盛顿与比爾·威瑟斯于1981年合作的《Just the Two of Us》。
随着安妮塔·貝克、莎黛、艾爾·賈諾、小格罗弗·华盛顿和肯尼·基发布多首热门歌曲，爵士乐在20世纪80年代和90年代越来越受欢迎。

## 评论界与公众反响
柔顺爵士这一音乐类型曾遭遇强烈的抵制，其代表性现象是评论界对畅销萨克斯风演奏家肯尼·基“平淡无奇”的音色提出批评。肯尼·基的人气在1992年发行的专辑《Breathless》中达到了巅峰。
音樂評論家乔治·格雷厄姆（George Graham）认为，像肯尼·基这类音乐人所代表的“所谓‘柔顺爵士’风格”，完全缺乏1970年代融合爵士黄金时期所具备的激情与创造力。
在英国爵士电台TheJazz开播前，迪格比·费尔韦瑟曾强烈批评已停播的102.2 Jazz FM改为播放柔顺爵士乐，指责其所属的GMG Radio企图“强行侵犯并（所幸未遂地）重新定义爵士乐”，并表示“任何一位真正的爵士乐爱好者，在伦敦M25环线以内，永远无法忘记或原谅这一行为”。